# Sabah

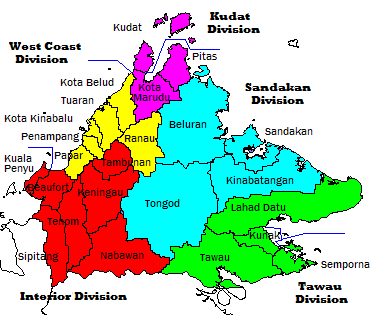
5 oblastí (division) a 23 okresů (district)

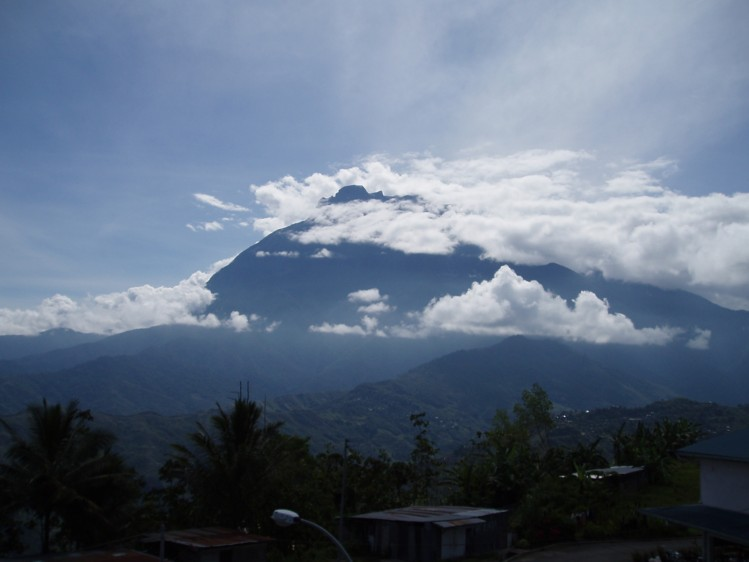
Nejvyšší hora Mount Kinabalu

Sabah je jedním ze 13 členských států tvořících Malajsii, volenou federativní konstituční monarchii nacházející se v Jihovýchodní Asii. Je nejvýchodnějším státem federace, rozkládá se společně s dalším členským státem Sarawakem na severovýchodě ostrova Borneo, třetím největším ostrově světa (Sabah zabírá asi 10 % jeho rozlohy). Součásti Malajsie je od roku 1963. Je téměř stejně velký jako Česká republika, ale obyvatel má jen třetinu.

## Geografie
Sabah se nachází přibližně mezi 4 až 8° severní zeměpisné šířky a 115 až 120° východní zeměpisné délky. Rozlohou je Sabah v Malajsii druhým nejrozlehlejším státem (73 710 km2) za největším státem Sarawakem (okolo 124 tis. km2), s kterým hraničí na jihozápadě. Na jihu sdílí další pozemní hranici s indonéskou provincii Východní Kalimantan (indonésky: Kalimantan Timur). Na severozápadě je obklopen Jihočínským mořem se spornými Spratlyovy ostrovy, ze severovýchodu je omýván Suluským mořem, přes které probíhá hranice oddělující Sabah od filipínských ostrovů Palawan a Mindanao, a z jihovýchodu je Celebeským mořem oddělen od indonéského ostrova Sulawesi (dříve Celebes). Pobřeží o délce 1440 km je lemováno mnoha ostrovy, mezi největší patří u severního pobřeží ležící třetí největší malajsijský ostrov Banggi (440 km2) a u jihovýchodního pobřeží ostrov Timbun Mata (13 km2). Na severozápadě státu se ještě nachází ostrov Labuan (92 km2) postoupený Sabahem v roce 1984 přímo pod jurisdikci Malajsie.
Západní část země je převážně hornatá, nachází se tam i nejvyšší hora celé Jihovýchodní Asie Gunung Kinabalu vysoká 4095 metrů. Další hory se nacházejí v blízkosti, jsou to Trus Madi s 2642 m n. m. a Tambuyukon s 2579 m n. m. Ve vysokých horách posetých mnoha říčními údolími pramení nejdelší řeka Sabahu, 560 km dlouhá Sungai Kinabatangan tekoucí přes centrální oblasti severozápadním směrem do Suluského moře.

## Obyvatelstvo
V Sabahu žije 3 206 tis. obyvatel, což je 11,3 % z celé Malajsie. Populace je velice heterogenní, domorodé obyvatelstvo je tvořeno asi 30 etniky a hovoří 52 živými jazyky, z nichž je 6 filipínského a 6 indonéského původu. Hlavní etnické skupiny jsou Kadazandusun (asi 24 % populace) a pak následují Bajau, Malay, Murut a další, kromě toho zde žijí menšiny Číňanů, Indů, Indonésanů, Filipínců a dalších národností. Asi 65 % obyvatel se hlásí k islámu, 27 % jsou křesťané, 6 % jsou buddhisté a po 1 % inklinují k hinduismu a k tradičním čínským náboženstvím (taoismus, konfucianismus).
Hlavním a zároveň největším městem je Kota Kinabalu s 200 tis. obyvateli, pak následují ještě dvě města s více než 100 tisíci obyvateli, Sandakan se 165 tis. a Tawau se 120 tis. obyvateli. Roční přírůstek obyvatelstva je 2,1 %, obdobně jako v celé Malajsii. Ve městech žije 54 % obyvatelstva. Nejhustěji jsou obydleny pobřežní oblasti, hornaté a lesnaté vnitrozemí je osídleno jen řídce a mnohdy jednoduchými obyvateli s minimálním stykem s civilizací.

## Historie
Novodobá historie Sabahu se píše od druhé poloviny 18. století, kdy byly na severu Bornea, které bylo v této době pod nadvládou tehdejších Brunejského a Suluského sultanátu, zřízena stanice britské Východoindické společnosti, která tam ale v roce 1775 zanikla. V roce 1846 postoupil brunejský sultán Britům ostrov Labuan. Dále se postupně o toto území, o Severní Brunej, přetahovaly Spojené státy americké, Británie, Německo, Španělsko i sultanát Sulu (pod který spadalo i přilehlé území Filipín), až se Severní Brunej stal v roce 1888 britským protektorátem.
V roce 1942 za druhé světové války bylo území obsazeno Japonskem. Po skončení války se roku 1946 stalo Severní Borneo britskou kolonií, místo válkou poškozeného města Sandakan byl hlavním městem určen Jesselton (nyní Kota Kinabalu). V roce 1960, s nástupem národně osvobozeneckého hnutí, byl název území změněn na Severní Borneo Sabah a byl mu udělen přechodný statut k samostatnosti. V roce 1963, aniž by samostatnost získal, byl Sabah přičleněn společně se Sarawakem a Singapurem k federaci Malajsie. Jednou z příčin tohoto spojení bylo zabránit snaze Indonésie získat pro sebe celé Borneo a nároku Filipín na bývalý Suluský sultanát, jehož byl Sabah v minulosti součásti.

## Státní zřízení
Sabah (společně se státy Sarawak, Penang a Malakka) jsou republiky, nemají dědičného vládce. Z těchto států nemůže být, podle ústavy Malajsie, nikdo zvolen králem Malajsie (malajsky: Yang di-Pertuan Agong), který má pravomoci obdobné britské královně.
V čele státu (republiky) Sabah stojí guvernér (malajsky: Yang di-Pertua Negeri), kterého jmenuje král Malajsie (od roku 2011 Tuanku Abdul Halim). Guvernér (od roku 2011 Juhar Mahiruddin) má převážně jen reprezentativní poslání. Faktickou moc ve státě má volený předseda vlády (malajsky: Jabatan Ketua Menteri), předseda nejsilnější politické strany (od roku 2003 Musa Aman).
Území Sabahu je administrativně rozděleno do 5 správních oblastí (division), které jsou dále rozčleněny na 25 okresů (distrikt).
- Oblast Interior Sabah – 24,9 % rozlohy, 14,7 % obyvatel, vnitrozemská oblast na hranicích s indonéským Kalimantanem
- Oblast Kudat – 6,3 % rozlohy, 7 % obyvatel, nejmenší oblast nacházející se na severu Sabahu, stejnojmenný přístav slouží hlavně pro komoditní přepravu
- Oblast Sandakan – 38,3 % rozlohy, 19,4 % obyvatel, oblast na východním pobřeží, má poměrně rozvinutý průmysl, je v něm druhý největší přístav Sandakan
- Oblast Tawau – 20 % rozlohy, 26 % obyvatel, je v něm třetí největší přístav Tawau exportující hlavní vývozní komoditu dřevo
- Oblast West Coast – 10,3 % rozlohy, 30 % obyvatel, je zde hlavní město Kota Kinabalu s mezinárodním letištěm a největším přístavem v zemi

## Hospodářství
Zemědělství je významným odvětvím ekonomiky, vyváží se hlavně palmový olej, kakaové boby a dále se pěstuje pro místní potřebu základní potrava Malajců neloupaná rýže. Zvětšující se plantáže kaučukovníků umožňují vyvážet kvalitní přírodní kaučuk. Exportují se také různá tropická ovoce jako ananas, banán, durian, guava, karambola, mango, meloun, mučenka, papája, rambutan, pomelo a další citrusy. Průmyslová odvětví teprve postupně vznikají, je v nich již okolo 85 000 pracovních míst. Nejvíce lidí, téměř 65 000 pracuje v dřevařství, vyváží se a zpracovává mnoho kvalitního dřeva, v Sabahu je 3,5 miliónů hektarů lesa (v ČR 2,6 mil.). V pobřežních vodách se slibně rozbíhá těžba ropy a zemního plynu. V roce 2010 měla jednotka místní měny ringgit hodnotu 0,236 €.
V Sabahu se úspěšně rozvíjí ekoturistika, která se stává společně s pobyty v přímořských letoviscích s plážemi a možností potápění se do průzračných vod významným doplňkem místní ekonomiky. V roce 2006 přijelo na Sabah cca 2 mil. turistů.
Vzdělávání, které je dosud řízeno centrálně, se pomalu uvolňuje a vznikají prvé soukromé vzdělávací instituce, které doplňují státem financované školství. Např. základních škol je 1086 a středních 217. V zemi bylo v roce 2010 přes 1600 lékařů, 22 státních a 7 soukromých nemocnic s 4300 lůžky.
V rámci Malajsie je Sabah nejchudší, má nejnižší a klesající životní úroveň.

## Flora a fauna
V tropických deštných lesích Sabahu žije téměř polovina známých rostlin a živočichů. Podél pobřeží a velkých řek vyrůstají rozsáhlé mangrovy se svými specifickými hnízdišti ryb a mokřadních ptáků, žije zde i vzácný ohrožený primát kahau nosatý. V rozsáhlých nížinných, převážně dvojkřídláčovitých lesích, žijí jinde téměř vyhubení orangutani bornejští nebo nosorožci sumaterští. Rostou zde ojediněle se vyskytující parazitické raflésie, rostliny s největším květem. Jsou zde rozsáhlé biotopy s hnízdištěmi nebo jen s místy, kde se při svých tazích zastavují vodní ptáci a kde mj. žije vzácný krokodýl tomistoma úzkohlavá. Šelfové porosty mořských rostlin jsou důležitou potravou pro mnohé mořské ryby, vzácné želvy karety obrovské i dugongy indické, poblíž pobřeží žijí i neobvyklí vodní savci, např. sviňuchy. Toto přírodní bohatství je chráněno v mnoha přírodních rezervacích a parcích.